# Termet
Termet S.A. – przedsiębiorstwo zajmujące się produkcją urządzeń grzewczych w Polsce - kotłów gazowych różnego typu, podgrzewaczy wody oraz rozwiązań opartych na odnawialnych źródłach energii.

## Historia
Termet wywodzi się z fabryki zegarów Gustawa Beckera. Nazwa Termet pojawiła się w 1945 roku. Firma produkowała wtedy zegary ścienne i kolejowe. W latach 50. produkowano także hamulce i przerzutki rowerowe, kondensatory, sprzęt grzewczy i oświetleniowy. Od roku 1956 produkowane są ogrzewacze łazienkowe. Firma wytwarzała także elementy automatyki pralek (np. Polar PS 663 Bio), zmywarek, kuchenek i zestawów lutowniczych. Przedsiębiorstwo wchodziło w skład zjednoczenia Predom.